# 8330 Fitzroy
8330 Fitzroy è un asteroide della fascia principale. Scoperto nel 1982, presenta un'orbita caratterizzata da un semiasse maggiore pari a 3,1722830 UA e da un'eccentricità di 0,1092067, inclinata di 5,35837° rispetto all'eclittica.